# Carrasca de Negrón

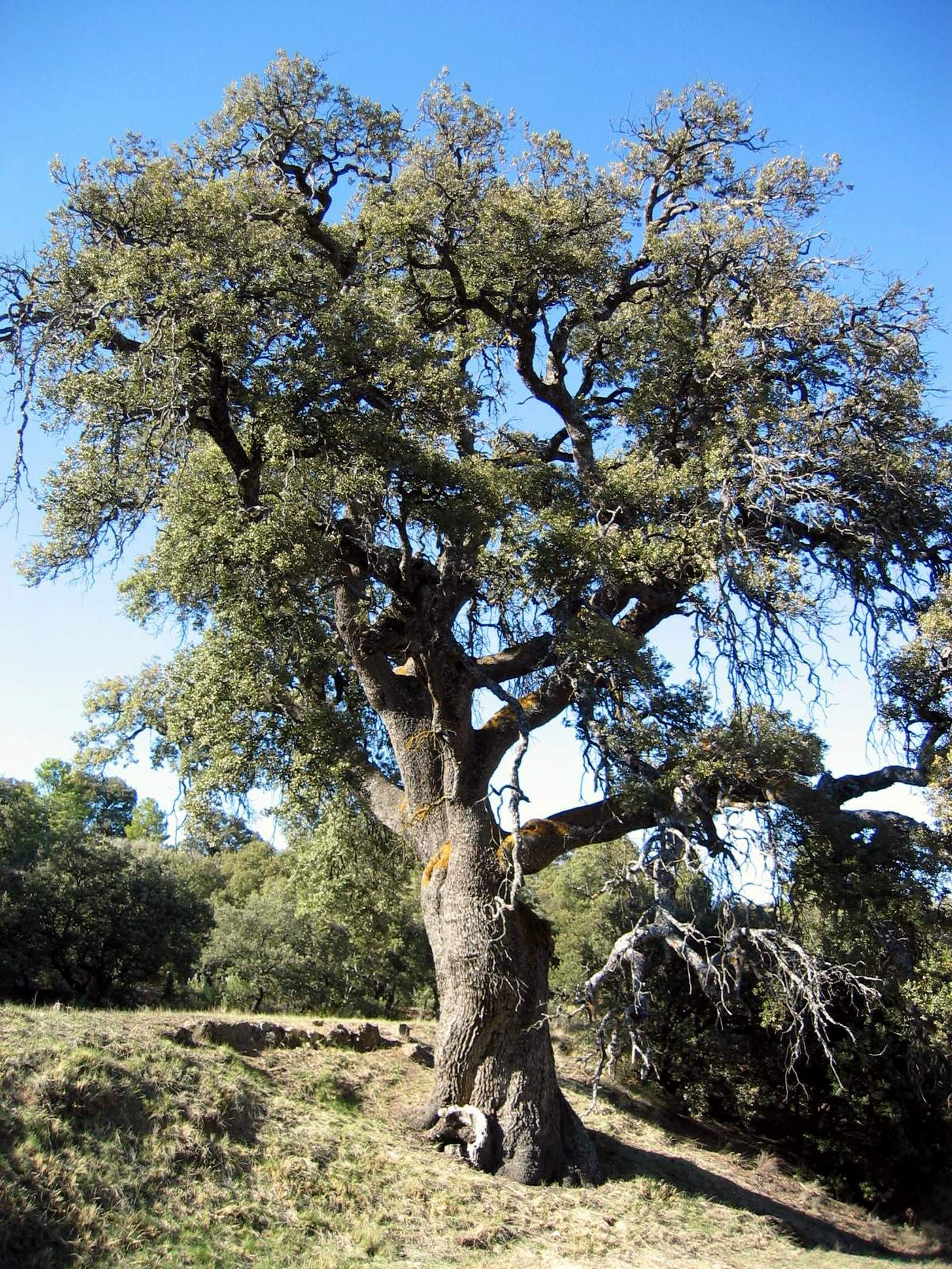
Vista general de la «Carrasca de Negrón», Vallanca (Valencia), 2005.

La carrasca de Negrón fue una encina ubicada en Negrón, pedanía de Vallanca, provincia de Valencia (Comunidad Valenciana, España). Cinco veces centenaria, su bellota debió germinar en tiempo de los Reyes Católicos. Se hallaba en la «Hoya Tomás» (partida de Somonegrón), en la cabecera de la rambla de Negrón.

## Historia
Se le calculaba una edad de 500 años, lo que lleva a pensar que su humilde bellota germinó a finales del siglo XV, principios del XVI: cuando Cristóbal Colón (1451-1506) pisaba América, Miguel Ángel (1475-1564) pintaba la Capilla Sixtina (1526-1541) y Nicolás Copérnico (1473-1543) establecía su sistema heliocéntrico: De revolutionibus orbium coelestium (1543).

## Situación y descripción
Para ir a Negrón desde el Rincón de Ademuz hay que coger la CV-478 en la salida sur de Ademuz, vía Vallanca. Arribados a Negrón hay que continuar por la misma carretera en dirección a las partidas del Nogueral y Somonegrón, situadas aguas arriba de la rambla de Negrón. Nada más atravesar el puente de piedra que salva el cauce hay un cartel metálico a la mano derecha, indicando la dirección de la Carrasca de Negrón: cabe seguir por un camino de tierra, cruzar el cauce a la altura de unas construcciones abandonadas y continuar por la ladera opuesta. Durante el trayecto veremos gigantescas nogueras en las márgenes de las fincas de cultivo, y palas de madera indicando la dirección a seguir.

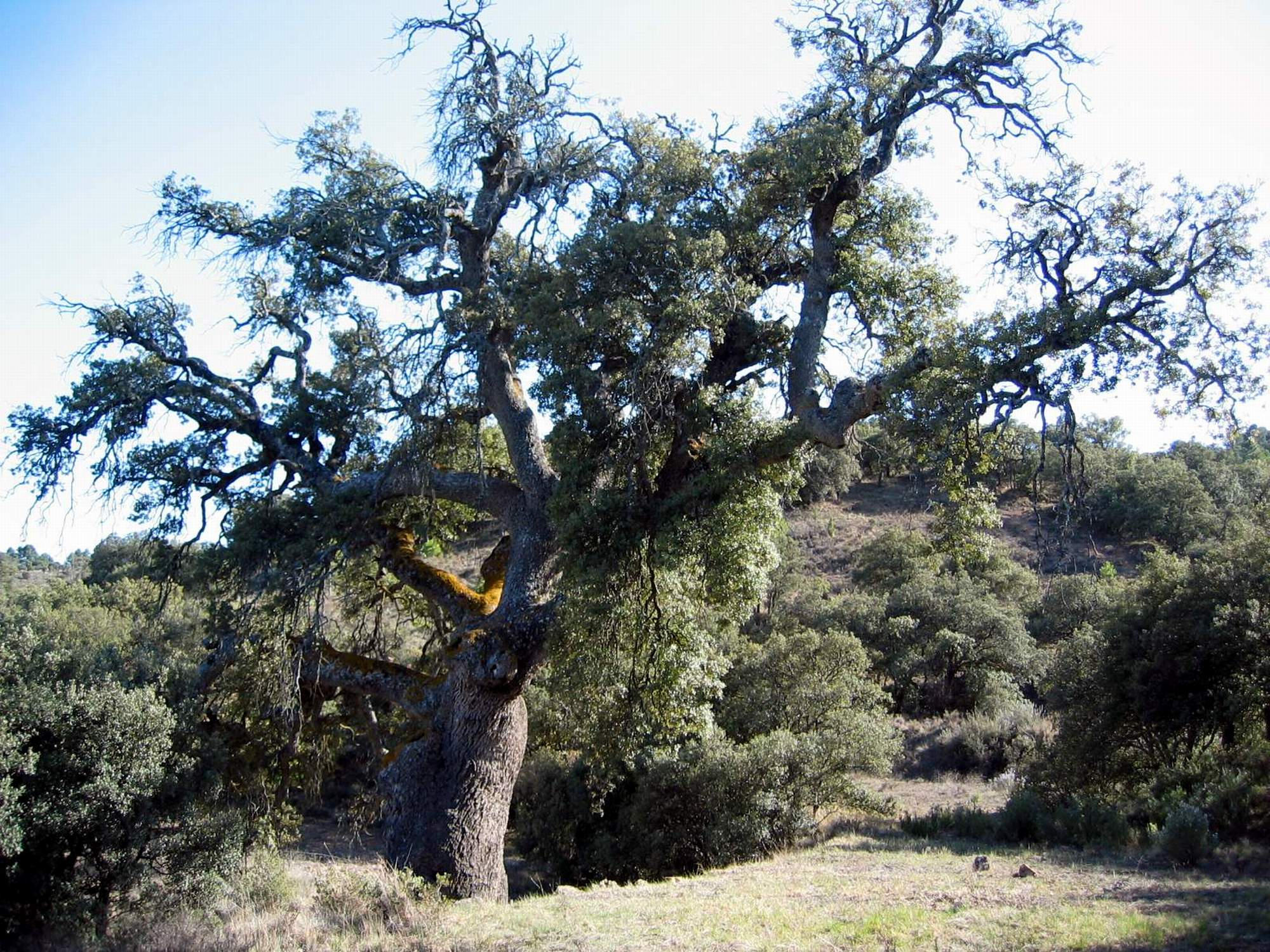
Vista general de la «Carrasca de Negrón», Vallanca (Valencia), 2005.

En cierto punto del camino podrá verse otra señalización, invitándonos a abandonar el camino principal para internarnos por una senda en cuyos márgenes abundan los enebros y sabinas, junto a pinos, carrascas y quejigos. Tras superar un talud con atoques de madera a modo de peldaños, se llega a una zona llana; en el extremo derecho hay un panel muy deteriorado, con textos y dibujos ilustrando sobre lo que fue la Carrasca de Negrón –porque la monumental carrasca ya no existe, murió-: el viejo cartel ubicaba la carrasca en la Hoya Tomás, en las laderas orientales de la Sierra de Santerón -altitud de 1100 metros-: «Ante nosotros se halla la centenaria Carrasca de Negrón, considerada como uno de los árboles monumentales de la Comunidad Valenciana» –decía el texto.

## Características propias

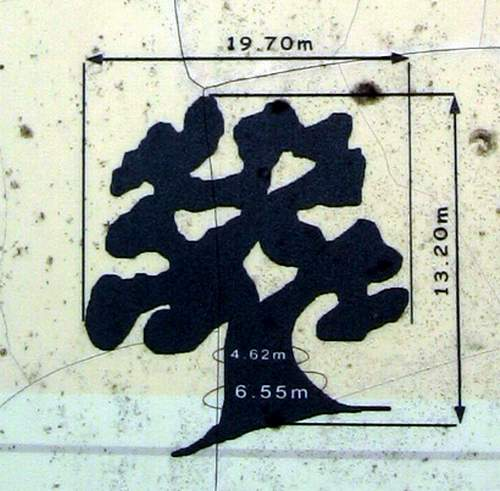
Esquema con las medidas de la Carrasca de Negrón, Vallanca (Valencia), 2014.

Medía 13,20 metros de altura y su diámetro de copa -en su parte más ancha- era de 19,70 metros. El tronco estaba hueco por las agresiones externas y el paso del tiempo, su perímetro era de 6,55 metros en la base y 4,62 metros a la altura de 1,30 metros: se necesitaban al menos cuatro personas para abrazarlo. En sus últimos años el árbol se hallaba en un proceso de declive natural por su avanzada edad, evidente por la presencia de abundantes ramas secas, oquedades en el tronco y falta de vigor general.
- Nombre científico: Quercus ilex.
- Nombre común: Carrasca o encina.
- Paraje: Hoya Tomás, Somonegrón (Negrón).
- Propiedad: Ayuntamiento de Vallanca.

## Criterios físicos de notabilidad
- Altura: 13,20 metros.
- Diámetro de copa: 19,70 metros.
- Perímetros: 6,55 metros de perímetro en la base y 4,62 metros a 1,30 metro.

## Características generales

### Respecto de la especie

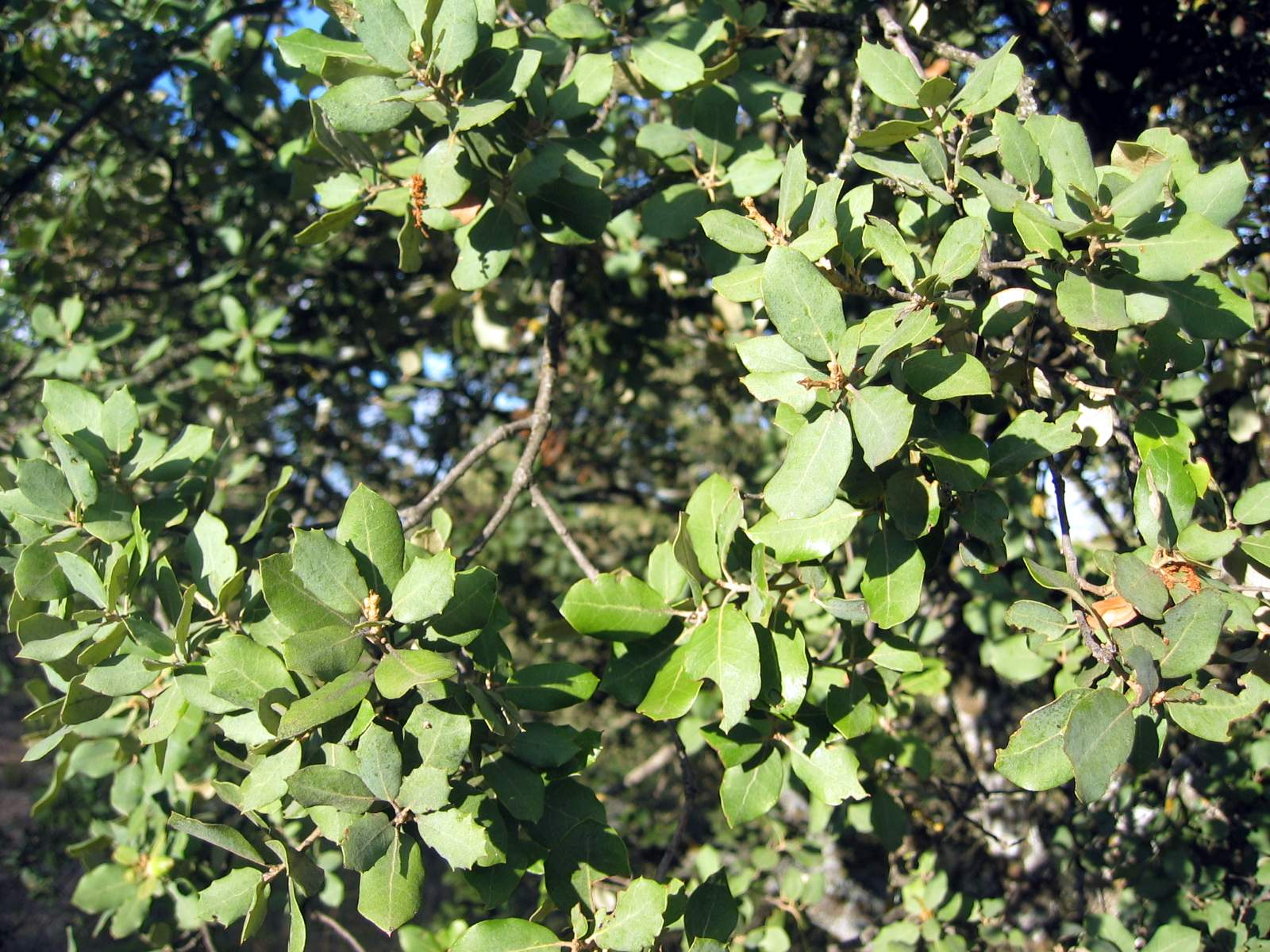
Detalle de ramas y hojas en una joven carrasca, junto a la Carrasca de Negrón, Vallanca (Valencia), 2014.

También llamada encina, la carrasca pertenece a la familia de las fagáceas junto con el haya, el castaño, el roble y el alcornoque. Linneo le dio el nombre científico de Quercus ilex, respetando así la denominación de los romanos: ilex-ilicis. Sinonimia: encina o carrasa (castellano), alzina (catalán); encino (gallego) y artea (vasco). Crece en altitudes desde el nivel del mar hasta los 1.400 metros de altitud. Especie rústica y de gran vitalidad, capaz de adaptarse a casi todo tipo de suelos: puede soportar fuertes sequías estivales e inviernos duros. Sus hojas perennes tienen forma ovalada con bordes provistos de dientes, de color verde intenso por el haz y cubiertas de pelillos blanquecinos por el envés. La floración tiene lugar en los meses de primavera (abril o mayo). Las flores masculinas, organizadas en ramilletes colgantes, presentan tonalidades amarillentas, que destacan sobre el verde ceniciento de las hojas. Las bellotas no son fruto abridero, maduran en otoño (octubre y noviembre), siendo muy nutritivas para el ganado y la fauna silvestre.

### Respecto del bosque
Los carrascales (encinares) se extienden por gran parte de la región mediterránea, desde la península ibérica a Turquía por el norte y desde Marruecos a Túnez por el sur. Son los bosques más característicos de la Iberia seca y constituye uno de los ecosistemas más complejos y maduros, representado el más genuino paisaje natural de este territorio. Sin embargo, el intenso aprovechamiento al que se han visto sometidos, hace difícil encontrar carrascales bien conservados. La roturación de tierras para uso agrícola, la obtención de leña y el carboneo, fueron los factores que más influyeron en la alteración de estos bosques. El carrascal cumple un importante papel en la protección y creación de suelos debido a la deposición sucesiva de hojarasca y la fijación de las partículas que ejerce su potente sistema radicular. También desarrolla una magnífica función en el control de la erosión y el almacenamiento de agua. Se ha comprobado que la regulación de las escorrentías procedentes de agua de lluvia y la recarga de acuíferos subterráneos es máxima en el encinar denso. Esta capacidad para retener agua es muy importante y beneficiosa en los lugares de clima seco, donde el agua es un recurso escaso.

### Respecto de su propiedades medicinales
Andrés Laguna de Segovia (1499-1559), en su célebre Pedazio Dioscórides Anazarbeo (Salamanca, 1566), hace una breve anotación acerca de las propiedades de las bellotas: «prouocan la orina: comidas, hazen dolor de cabeça, y engendran ventosidades: aunque son vtiles à las mordeduras de los animales que arrojan de sí ponçoña».

## Dedicatoria
A modo de homenaje, un visitante escribió sobre este desaparecido árbol monumental:

«La secular Carrasca de Negrón ya no está, se secó, murió de vieja y un vendaval arrancó su otrora poderoso ramaje, dejándolo al pie de su bronco tronco, que, áspero y hueco, no obstante, todavía se mantiene en pie... Se hallaba en un talud, separando dos alturas abancaladas. Desde la superior puede verse hacia oriente una estupenda imagen del Pinar Llano: hacia la derecha, que es el sur, la planicie se extiende hasta las tierras de Moya (Cuenca), mientras que por la contraria, que es el norte, se inclina formando las vertientes occidentales de la rambla de Negrón, por donde asciende el camino o pista que conduce a Casasbajas (Valencia), vía el Plano del Pinar. En el entorno proliferan notables ejemplares de encinas y sabinas que prometen ser frondosas; siendo árboles protegidos, es probable que las generaciones venideras puedan disfrutar en su día de algún que otro ejemplar como la centenaria carrasca que hemos conocido, y que hoy ya forma parte de la historia local».
Réquiem por la carrasca de Negrón, Alfredo Sánchez Garzón